# Алту-Солімойнс (мікрорегіон)

Алту-Солімойнс на карті штату Амазонас

Алту-Солімойнс (порт. Microrregião do Alto Solimões) — мікрорегіон в Бразилії, входить в штат Амазонас. Складова частина мезорегіону Південний захід штату Амазонас. Населення становить 224 094 осіб станом на 2010 рік. Займає площу 213 281,229 км². Густота населення — 1,05 осіб/км².

## Демографія
Згідно з даними, зібраними в ході перепису 2010 р. Національним інститутом географії і статистики (IBGE), населення мікрорегіону становить:
| Повне населення                               | Повне населення                               | Повне населення                               | Повне населення                               | 224 094 |
| --------------------------------------------- | --------------------------------------------- | --------------------------------------------- | --------------------------------------------- | ------- |
| в том числе:                                  | Міське населення                              | 130 122                                       | Відсоток міського населення, %                | 58,07   |
|                                               | Сільське населення                            | 93 972                                        | Відсоток сільського населення, %              | 41,93   |
|                                               | Чоловіче населення                            | 115 264                                       | Відсоток чоловічого населення, %              | 51,44   |
|                                               | Жіноче населення                              | 108 830                                       | Відсоток жіночого населення, %                | 48,56   |
| Густота населення, чол/км²                    | Густота населення, чол/км²                    | Густота населення, чол/км²                    | Густота населення, чол/км²                    | 1,05    |
| Населення мікрорегіону в % до населення штату | Населення мікрорегіону в % до населення штату | Населення мікрорегіону в % до населення штату | Населення мікрорегіону в % до населення штату | 6,43    |

## Склад мікрорегіону
До складу мікрорегіону включені наступні муніципалітети:
1. Аматура
2. Аталая-ду-Норті
3. Бенжамін-Констант
4. Фонті-Боа
5. Жутаї
6. Санту-Антоніу-ду-Іса
7. Сан-Паулу-ді-Олівенса
8. Табатінга
9. Тонантінс

| Бразилія | Це незавершена стаття з географії Бразилії. Ви можете допомогти проєкту, виправивши або дописавши її. |